# Андриановка (Воронежская область)
Андриа́новка — хутор в Ольховатском районе Воронежской области России.
Входит в состав Караяшниковского сельского поселения.

## Население
| 2010 |
| ---- |
| 118  |

## Улицы
На хуторе имеются две улицы: Луговая и Тенистая.